# Teofane (mitologia)
Nella mitologia greca, Teofane era una principessa della Tracia, figlia di Bisalte. Rapita da Poseidone e portata nell'isola di Crumissa, venne trasformata dal dio del mare in pecora, mentre egli stesso si trasformò in ariete; da questa unione fu concepito il Crisomallo (l'Ariete alato dal vello d'oro).